# Majdan (powiat białostocki)
Majdan – wieś w Polsce położona w województwie podlaskim, w powiecie białostockim, w gminie Michałowo.
W latach 1975–1998 miejscowość należała administracyjnie do województwa białostockiego.
Wierni kościoła rzymskokatolickiego należą do parafii Opatrzności Bożej w Michałowie.